# Österlings
Österlings eller Stånga Österlings är en bebyggelse mellan Stånga och Burs i Gotlands kommun. Från 2015 avgränsar SCB här en småort.